# Hipposideros nequam
Hipposideros nequam (K. Andersen, 1918) è un pipistrello della famiglia degli Ipposideridi endemico della Malaysia.

## Descrizione

### Dimensioni
Pipistrello di piccole dimensioni, con la lunghezza dell'avambraccio di 46 mm e la lunghezza delle orecchie di 19 mm.

### Aspetto
Il pessimo stato conservativo dell'unico esemplare conosciuto non permette una descrizione completa. Molto simile a Hipposideros bicolor ma con la foglia nasale più grande, con una porzione anteriore con i margini laterali non espansi e un setto nasale molto sottile. Le orecchie sono grandi, larghe e con l'estremità arrotondata. La coda è lunga e si estende leggermente oltre l'ampio uropatagio. Il primo premolare superiore è piccolo e situato lungo la linea alveolare.

## Biologia

### Alimentazione
Si nutre probabilmente di insetti.

## Distribuzione e habitat
Questa specie è conosciuta soltanto attraverso un individuo maschio catturato a Selangor, nella Penisola malese e attualmente conservato presso il Museo di Storia Naturale di Londra con numero di catalogo BM(NH) 1885.89.1.369.

## Conservazione
La IUCN Red List, considerato che questa specie è conosciuta soltanto dall'olotipo, peraltro fortemente danneggiato e che non ci sono informazioni circa l'areale, lo stato della popolazione e i requisiti ecologici, classifica H.nequam come specie con dati insufficienti (DD).